# جينا هالي
جينا هالي (بالإنجليزية: Gina Haley)‏ هي ملحنة ومغنية مؤلفة ومغنية أمريكية، ولدت في 23 أبريل 1975.